# Erikslustvägen

Erikslustvägen är en gata i Malmö som sträcker sig från Fridhemstorget till Stjärnplan, där den har en direkt fortsättning i Linnégatan.
Erikslustvägen sträckte sig i äldre tid endast från Fridhem till gården Erikslust, vilken var belägen vid Marietorps allé och revs 1945. Namnet fastställdes av stadsfullmäktige 1912. Efter att frågan om sträckningen för Malmö stads spårvägars linje 4 till Limhamn avgjorts färdigställdes 1914 gatans fortsättning fram till gränsen mot Limhamns köping. Samma år startades spårvägstrafiken i gatan. År 1948 införlivades en mindre del av Linnégatan, belägen nordost om Stjärnplan, i Erikslustvägen. Spårvägslinje 4 nedlades 1973.